# Associazioni Calcio Riunite Messina 1947 2014-2015
Questa voce raccoglie le informazioni riguardanti l'Associazioni Calcio Riunite Messina 1947 nelle competizioni ufficiali della stagione 2014-2015.

## Stagione
Nella stagione 2014-2015 la squadra peloritana si trova a giocare nel girone C del campionato di Lega Pro, in virtù della vittoria del campionato di seconda divisione avvenuta nella stagione precedente. Il ritiro precampionato si è svolto a Camigliatello Silano (CS) dal 25 luglio al 9 agosto 2014. La stagione ufficiale si apre il 10 agosto con il primo turno di Coppa Italia contro il Pontedera, terminata 3-1 per la compagine toscana. In campionato  il Messina esordisce il 30 agosto con una sconfitta (1-0) sul campo del Barletta. La prima vittoria della stagione arriva alla 3ª giornata nel Derby dello Stretto allo Stadio Oreste Granillo di Reggio Calabria. Il 25 gennaio 2015 dopo una lunga serie di sconfitte e pareggi, l'ultimo con la Lupa Roma per 2-2, il Messina riesce a vincere nella partita più attesa dei tifosi peloritani, quella del derby dello stretto. I peloritani si impongono con un risultato netto, 4-1 reti di Bortoli, Orlando, uomo derby all'andata, Corona e Ciciretti, il migliore in campo. Tuttavia la squadra ottiene risultati deludenti e Grassadonia viene esonerato e sostituito da Nello Di Costanzo, con cui il Messina termina il campionato al 16º posto, in zona play-out.
Ai play-out si disputa il Derby dello Stretto contro la Reggina che il Messina perde sia all'andata che al ritorno con il medesimo risultato (1-0), retrocedendo sul campo in Serie D. Successivamente la squadra peloritana viene ripescata in Lega Pro grazie allo scandalo del calcio scommesse che ha coinvolto la Vigor Lamezia e al fallimento della Reggina.

## Divise e sponsor
La ditta fornitrice del materiale tecnico è la Givova. Gli sponsor che compaiono sulla maglia sono B2875 e Messina Dream La divisa principale è costituita da una maglia di colore bianco con inserti giallo-rossi sull'orlo, pantaloncini e calzettoni neri. La divisa da trasferta è composta da una maglia rossa con striscia triangolare gialla al centro e inserti gialli, con pantaloncini e calzettoni rossi. La terza divisa, infine è composta da una maglia gialla con striscia triangolare nera al centro, con pantaloncini e calzettoni neri.
| Prima divisa | Seconda divisa | Terza divisa |

## Organigramma societario
Area direttiva
- Presidente: Pietro Lo Monaco
- Vice Presidenti: Nicola Patti e Sergio Marullo
- Amministratore Delegato: Alessandro Failla
- Direttore Generale ed Area Marketing: Vincenzo Lo Monaco
- Segretario Generale: Alessandro Raffa
- Responsabile Settore Giovanile: Roberto Buttò
- Segretario Settore Giovanile: Antonino Minutoli
- Area Amministrativa: Antonio Morgante

Area organizzativa
- Area Legale: Annalisa Roseti e Alessio Robberto

Area comunicazione
- Responsabile Comunicazione: Vittorio Fiumanò
- Delegato al Rapporto con la Tifoseria (SLO): Giovanni Di Bartolo
- Area Media, Web e Social: David Di Bartolo
- Collaboratore Area Comunicazione: Fabio Formisano
- VideoMaker: Roberto Travia

Area tecnica
- Direttore Sportivo: Fabrizio Ferrigno
- Allenatore: Nello Di Costanzo
- Allenatore in 2ª: Antonello Altamura
- Preparatore portieri: Vincenzo Di Muro
- Preparatore atletico: Prof. Filippo Argano
- Magazzinieri: Maurizio Barbera e Vincenzo Sorrenti
- Responsabile Area Medica: Dott. Antonino Puglisi
- Medico Sociale: Dott. Domenico Fugazzotto
- Fisioterapisti: Mirko Natoli e Angelo Mangano
- Collaboratori Area Medica: Mauro La Rosa e Francesco Vitali

## Rosa
Rosa aggiornata al 2 febbraio 2015.

## Calciomercato

### Sessione estiva(dal 1/7 all'1/9)
| Arrivi | Arrivi               | Arrivi               | Arrivi     |
| R.     | Nome                 | da                   | Modalità   |
| ------ | -------------------- | -------------------- | ---------- |
| D      | Errico Altobello     | Parma                | Definitivo |
| D      | Mirko Stefani        | Arezzo               | Definitivo |
| D      | Marco Cane           | Crotone              | Definitivo |
| D      | Samuele Stampa       | Livorno              | Prestito   |
| D      | Alex Benvenga        | Varese               | Definitivo |
| D      | Daniele Donnarumma   | Napoli               | Definitivo |
| C      | Vincenzo Pepe        | Pro Vercelli         | Definitivo |
| C      | Vladut Nicolae Marin | Juventus             | Prestito   |
| C      | Marco Bortoli        | Milan                | Prestito   |
| C      | Loris Damonte        | Varese               | Prestito   |
| C      | Elio Nigro           | Rimini               | Definitivo |
| A      | Saša Bjelanović      | Varese               | Definitivo |
| A      | Nicolas Izzillo      | Bellaria Igea Marina | Definitivo |
| A      | Gustavo Páez         | Deportivo La Guaira  | Definitivo |
| A      | Luca Orlando         | svincolato           | Definitivo |
| A      | Marco Gaeta          | svincolato           | Definitivo |

| Partenze | Partenze             | Partenze        | Partenze                |
| R.       | Nome                 | a               | Modalità                |
| -------- | -------------------- | --------------- | ----------------------- |
| D        | Procolo Caiazzo      |                 | Rescissione contratto   |
| D        | Sebastian Caldore    |                 | Rescissione contratto   |
| D        | Antonio Esposito     |                 | Rescissione consensuale |
| D        | Roni Carlo Temporini |                 | Fine Provino            |
| D        | Rocco D'Aiello       | Matera          | Fine contratto          |
| D        | Antonio Cucinotta    | Chieti          | Fine contratto          |
| D        | Giuseppe Quintoni    |                 | Rescissione contratto   |
| C        | Pierre Zaine         | Aversa Normanna | Fine prestito           |
| C        | Antonio Pagliaroli   |                 | Fine prestito           |
| C        | Domenico Franco      |                 | Fine prestito           |
| C        | Pedro Ferreira       | Virtus Entella  | Fine contratto          |
| C        | Marco Guerriera      | Melfi           | Fine contratto          |
| C        | Stefano Maiorano     | Catanzaro       | Fine contratto          |
| C        | Francesco Simonetti  | Termoli         | Fine contratto          |
| C        | Daniele Buongiorno   |                 | Fine prestito           |
| C        | Tommaso Squillace    | Catanzaro       | Fine prestito           |
| A        | Fabrizio Lasagna     |                 | Rescissione contratto   |
| A        | Salvatore Caturano   | Melfi           | Fine prestito           |
| A        | Alessandro De Vena   | Aversa Normanna | Rescissione contratto   |
| A        | Vittorio Bernardo    |                 | Rescissione contratto   |

### Sessione invernale(dal 5/1 al 2/2)
| Arrivi | Arrivi                | Arrivi   | Arrivi     |
| R.     | Nome                  | da       | Modalità   |
| ------ | --------------------- | -------- | ---------- |
| P      | Alessandro Berardi    | Lazio    | Prestito   |
| D      | Erminio Rullo         | Lecce    | Definitivo |
| C      | Amato Ciciretti       | Roma     | Prestito   |
| C      | Manuel Mancini        | L'Aquila | Prestito   |
| A      | Srđan Spiridonović    | Vicenza  | Prestito   |
| A      | Marcos Ariel de Paula | Chievo   | Prestito   |

| Partenze | Partenze           | Partenze         | Partenze                 |
| R.       | Nome               | a                | Modalità                 |
| -------- | ------------------ | ---------------- | ------------------------ |
| P        | Ettore Lagomarsini | Aversa Normanna  | Prestito                 |
| D        | Alessio De Bode    | Monza            | Definitivo               |
| D        | Samuele Stampa     | Jolly Montemurlo | Definitivo               |
| C        | Vincenzo Pepe      | Martina          | Risoluzione contrattuale |
| C        | Rosario Bucolo     | Martina          | Risoluzione contrattuale |
| C        | Vito Migliore      |                  | Risoluzione contrattuale |
| A        | Saša Bjelanović    | Pordenone        | Risoluzione contrattuale |
| A        | Gustavo Páez       | Zamora FC        | Risoluzione contrattuale |
| A        | Marco Gaeta        | Monza            | Definitivo               |

## Risultati

### Lega Pro

#### Girone di andata
| Arbitro: | Di Martino (Teramo) |

|              |           |  |
| Floriano 79’ | Marcatori |  |

| Arbitro: | De Angeli (Abbiategrasso) |

|                     |           |                       |
| Nigro 6’ Corona 79’ | Marcatori | 53’ Tajarol 63’ Celli |

| Arbitro: | Dei Giudici (Latina) |

|  |           |             |
|  | Marcatori | 77’ Orlando |

| Arbitro: | Capilungo (Lecce) |

|  |           |                                                   |
|  | Marcatori | 12’ Iannello 22’, 45’ A. Letizia 27’, 40’ Madonia |

| Arbitro: | Colarossi (Roma) |

|                |           |  |
| Caccavallo 10’ | Marcatori |  |

| Arbitro: | Fiore (Barletta) |

|                    |           |                                                                 |
| Stefani 71’ (rig.) | Marcatori | 21’ Antonazzo 34’, 36’ Bianco 40’ Alessandro 45+2’ Mar. Mancosu |

| Arbitro: | Caso (Verona) |

|                                 |           |                |
| Orlando 46’ Corona 56’ Pepe 86’ | Marcatori | 4’ Moscardelli |

| Arbitro: | Pagliardini (Arezzo) |

|             |           |           |
| Caserta 74’ | Marcatori | 4’ Corona |

| Arbitro: | Mainardi (Bergamo) |

|                   |           |  |
| Corona 33’ (rig.) | Marcatori |  |

| Melfi 25 ottobre 2014, ore 16.00 CEST 10ª giornata | Melfi               | 0 – 0 referto | Messina | Stadio Arturo Valerio (Circa 900 spett.)\| Arbitro: \| Formato (Benevento) \| |
| Arbitro:                                           | Formato (Benevento) |               |         |                                                                               |

| Arbitro: | Amoroso (Paola) |

|  |           |               |
|  | Marcatori | 55’ D'Allocco |

| Cosenza 8 novembre 2014, ore 15.00 CEST 12ª giornata | Cosenza          | 0 – 0 referto | Messina | Stadio San Vito (1.877 spett.)\| Arbitro: \| Strippoli (Bari) \| |
| Arbitro:                                             | Strippoli (Bari) |               |         |                                                                  |

| Arbitro: | Bertani (Pisa) |

|             |           |             |
| Damonte 41’ | Marcatori | 57’ De Vena |

| Arbitro: | Maggioni (Lecco) |

|                      |           |             |
| A. Montalto 61’, 87’ | Marcatori | 25’ Izzillo |

| Arbitro: | Paolini (Ascoli Piceno) |

|                    |           |             |
| Stefani 76’ (rig.) | Marcatori | 92’ Rigione |

| Arbitro: | Rossi (Rovigo) |

|                         |           |                              |
| Ciotola 23’, 69’ (rig.) | Marcatori | 38’ Altobello 67’ Bjelanović |

| Arbitro: | Guccini (Albano Laziale) |

|                |           |                  |
| Bjelanović 48’ | Marcatori | 18’ Scognamiglio |

| Arbitro: | Prontera (Bologna) |

|          |           |  |
| Bovo 37’ | Marcatori |  |

| Arbitro: | Luciano (Lamezia Terme) |

|                                    |           |  |
| Corona 10’ Orlando 68’ Damonte 73’ | Marcatori |  |

#### Girone di ritorno
| Arbitro: | Mancini (Fermo) |

|  |           |                              |
|  | Marcatori | 74’ Ameth Fall 76’ Venitucci |

| Arbitro: | Andreini (Forlì) |

|                          |           |                          |
| Leccese 21’ F. Rossi 93’ | Marcatori | 40’ Corona 42’ Ciciretti |

| Arbitro: | Cifelli (Campobasso) |

|                                                  |           |             |
| Bortoli 40’ Orlando 47’ Corona 64’ Ciciretti 76’ | Marcatori | 86’ Insigne |

| Arbitro: | Valiante (Nocera Inferiore) |

|                                    |           |            |
| Diop 7’ Carretta 31’ Mucciante 87’ | Marcatori | 12’ Corona |

| Arbitro: | Catona (Reggio Calabria) |

|            |           |             |
| Corona 43’ | Marcatori | 67’ Girardi |

| Arbitro: | Giua (Pisa) |

|                                 |           |             |
| Mancino 65’ Caccavallo 88’, 91’ | Marcatori | 89’ Orlando |

| Arbitro: | Rasia (Bassano del Grappa) |

|                                     |           |                  |
| Moscardelli 19’ (rig.) S. Salvi 57’ | Marcatori | 21’ Spiridonović |

| Arbitro: | Pelagatti (Arezzo) |

|  |           |                                                 |
|  | Marcatori | 8’ (rig.) Di Carmine 45+1’ Gammone 70’ Nicastro |

| Arbitro: | Giovani (Grosseto) |

|                              |           |             |
| Scarsella 52’ U. Improta 64’ | Marcatori | 13’ Orlando |

| Arbitro: | Piccinini (Forlì) |

|              |           |                                 |
| Ciciretti 6’ | Marcatori | 51’ Tortori 66’ (rig.) Caturano |

| Arbitro: | Melidoni (Frattamaggiore) |

|                |           |  |
| Sarno 35’, 49’ | Marcatori |  |

| Messina 21 marzo 2015, ore 14.30 CEST 31ª giornata | Messina            | 0 – 0 referto | Cosenza | Stadio San Filippo (1.825 spett.)\| Arbitro: \| Illuzzi (Molfetta) \| |
| Arbitro:                                           | Illuzzi (Molfetta) |               |         |                                                                       |

| Arbitro: | Marini (Roma) |

|              |           |           |
| Mosciaro 83’ | Marcatori | 85’ Nigro |

| Messina 2 aprile 2015, ore 14.00 CEST 33ª giornata | Messina             | 0 – 0 referto | Martina | Stadio San Filippo (1.889 spett.)\| Arbitro: \| Vesprini (Macerata) \| |
| Arbitro:                                           | Vesprini (Macerata) |               |         |                                                                        |

| Catanzaro 12 aprile 2015, ore 16.00 CEST 34ª giornata | Catanzaro        | 0 – 0 referto | Messina | Stadio Nicola Ceravolo (2.635 spett.)\| Arbitro: \| Strippoli (Bari) \| |
| Arbitro:                                              | Strippoli (Bari) |               |         |                                                                         |

| Arbitro: | Rapuano (Rimini) |

|            |           |               |
| Corona 70’ | Marcatori | 21’ Infantino |

| Arbitro: | Morreale (Roma) |

|                   |           |           |
| Eusepi 27’ (rig.) | Marcatori | 70’ Nigro |

| Arbitro: | Martinelli (Roma) |

|                                       |           |                       |
| Corona 18’, 53’ Nigro 12’ Stefani 58’ | Marcatori | 71’ Cristea 76’ Negro |

| Arbitro: | Serra (Torino) |

|                                 |           |             |
| Scarpa 57’ Di Piazza 73’ (rig.) | Marcatori | 85’ Orlando |

### Lega Pro Girone C-Play-Out 2014-2015
| Arbitro: | Illuzzi (Molfetta) |

|             |           |  |
| Insigne 24’ | Marcatori |  |

| Arbitro: | Martinelli (Roma) |

|  |           |                |
|  | Marcatori | 87’ Balistreri |

### Coppa Italia

#### Preliminari
| Arbitro: | Guccini (Albano Laziale) |

|                            |           |          |
| Grassi 38,64’ Luperini 62’ | Marcatori | 23’ Pepe |

### Coppa Italia Lega Pro
| Arbitro: | Fourneau (Roma) |

|                                 |           |  |
| Calil 74’ (rig.) R. Colombo 78’ | Marcatori |  |

## Statistiche
Statistiche aggiornate al 9 maggio 2015

### Statistiche di squadra
| Competizione          | Punti | In casa | In casa | In casa | In casa | In casa | In casa | In trasferta | In trasferta | In trasferta | In trasferta | In trasferta | In trasferta | Totale | Totale | Totale | Totale | Totale | Totale | DR |     |
| Competizione          | Punti | G       | V       | N       | P       | Gf      | Gs      | G            | V            | N            | P            | Gf           | Gs           | G      | V      | N      | P      | Gf     | Gs     | DR |     |
| --------------------- | ----- | ------- | ------- | ------- | ------- | ------- | ------- | ------------ | ------------ | ------------ | ------------ | ------------ | ------------ | ------ | ------ | ------ | ------ | ------ | ------ | -- | --- |
| Lega Pro              | 34    | 19      | 5       | 8       | 6       | 24      | 29      | 19           | 1            | 1            | 8            | 10           | 14           | 26     | 38     | 6      | 16     | 17     | 38     | 55 | -17 |
| Coppa Italia          | -     | 0       | 0       | 0       | 0       | 0       | 0       | 1            | 0            | 0            | 1            | 1            | 3            | 1      | 0      | 0      | 1      | 1      | 3      | -2 |     |
| Coppa Italia Lega Pro | -     | -       | -       | -       | -       | -       | -       | 1            | 0            | 0            | 1            | 0            | 2            | 1      | 0      | 0      | 1      | 0      | 2      | -2 |     |
| Play-out              | -     | 1       | 0       | 0       | 1       | 0       | 1       | 1            | 0            | 0            | 1            | 0            | 1            | 2      | 0      | 0      | 2      | 0      | 2      | -2 |     |
| Totale                | 34    | 20      | 5       | 8       | 6       | 24      | 29      | 22           | 1            | 8            | 13           | 15           | 32           | 42     | 6      | 16     | 21     | 39     | 61     | 62 | -23 |

### Andamento in campionato
| Giornata  | 1  | 2  | 3 | 4  | 5  | 6  | 7  | 8  | 9  | 10 | 11 | 12 | 13 | 14 | 15 | 16 | 17 | 18 | 19 | 20 | 21 | 22 | 23 | 24 | 25 | 26 | 27 | 28 | 29 | 30 | 31 | 32 | 33 | 34 | 35 | 36 | 37 | 38 |
| --------- | -- | -- | - | -- | -- | -- | -- | -- | -- | -- | -- | -- | -- | -- | -- | -- | -- | -- | -- | -- | -- | -- | -- | -- | -- | -- | -- | -- | -- | -- | -- | -- | -- | -- | -- | -- | -- | -- |
| Luogo     | T  | C  | T | C  | T  | C  | C  | T  | C  | T  | C  | T  | C  | T  | C  | T  | C  | T  | C  | C  | T  | C  | T  | C  | T  | T  | C  | T  | C  | T  | C  | T  | C  | T  | C  | T  | C  | T  |
| Risultato | P  | N  | V | P  | P  | P  | V  | N  | V  | N  | P  | N  | N  | P  | N  | N  | N  | P  | V  | P  | N  | V  | P  | N  | P  | P  | P  | P  | P  | P  | N  | N  | N  | N  | N  | N  | V  | P  |
| Posizione | 18 | 15 | 9 | 15 | 15 | 17 | 15 | 13 | 11 | 11 | 12 | 12 | 12 | 13 | 13 | 15 | 16 | 16 | 16 | 16 | 16 | 15 | 16 | 15 | 15 | 16 | 16 | 16 | 17 | 18 | 17 | 16 | 16 | 16 | 16 | 16 | 16 | 16 |

Fonte:  GIRONE C STATISTICA, su lega-pro.com.
Legenda:

Luogo: C = Casa; T = Trasferta. Risultato: V = Vittoria; N = Pareggio; P = Sconfitta.

### Statistiche dei giocatori
Sono in grassetto i calciatori che hanno lasciato la società a stagione in corso.
| Giocatore       | Lega Pro | Lega Pro | Lega Pro    | Lega Pro   | Coppa Italia | Coppa Italia | Coppa Italia | Coppa Italia | Coppa Italia Lega Pro | Coppa Italia Lega Pro | Coppa Italia Lega Pro | Coppa Italia Lega Pro | Play-out | Play-out | Play-out    | Play-out   | Totale   | Totale | Totale      | Totale     |
| Giocatore       | Presenze | Reti     | Ammonizioni | Espulsioni | Presenze     | Reti         | Ammonizioni  | Espulsioni   | Presenze              | Reti                  | Ammonizioni           | Espulsioni            | Presenze | Reti     | Ammonizioni | Espulsioni | Presenze | Reti   | Ammonizioni | Espulsioni |
| --------------- | -------- | -------- | ----------- | ---------- | ------------ | ------------ | ------------ | ------------ | --------------------- | --------------------- | --------------------- | --------------------- | -------- | -------- | ----------- | ---------- | -------- | ------ | ----------- | ---------- |
| E. Lagomarsini  | 6        | -12      | 1           | 0          | 1            | -3           | 0            | 0            | 1                     | -2                    | 0                     | 0                     | -        | -        | -           | -          | 8        | -17    | 1           | 0          |
| R. Iuliano      | 20       | -25      | 4           | 0          | 0            | 0            | 0            | 0            | -                     | -                     | -                     | -                     | -        | -        | -           | -          | 20       | -25    | 4           | 0          |
| A. Berardi      | 12       | -16      | 0           | 0          | 0            | 0            | 0            | 0            | -                     | -                     | -                     | -                     | 2        | -2       | -           | -          | 14       | -18    | 0           | 0          |
| G. Scardino     | -        | -        | -           | -          | -            | -            | -            | -            | -                     | -                     | -                     | -                     | -        | -        | -           | -          | -        | -      | -           | -          |
| E. Altobello    | 27       | 1        | 10          | 1          | 1            | 0            | 1            | 0            | -                     | -                     | -                     | -                     | 1        | -        | 1           | -          | 29       | 1      | 12          | 1          |
| M. Cane         | 24       | 0        | 3           | 1          | -            | -            | -            | -            | -                     | -                     | -                     | -                     | 1        | -        | -           | -          | 25       | 0      | 3           | 1          |
| S. Stampa       | -        | -        | -           | -          | -            | -            | -            | -            | 1                     | 0                     | 0                     | 0                     | -        | -        | -           | -          | 1        | 0      | 0           | 0          |
| A. Benvenga     | 23       | 0        | 8           | 1          | 1            | 0            | 1            | 0            | 1                     | 0                     | 0                     | 0                     | 2        | -        | 1           | -          | 27       | 0      | 10          | 1          |
| A. De Bode      | 5        | 0        | 2           | 0          | -            | -            | -            | -            | 1                     | 0                     | 0                     | 0                     | -        | -        | -           | -          | 6        | 0      | 2           | 0          |
| D. Donnarumma   | 28       | 0        | 3           | 1          | 1            | 0            | 0            | 0            | -                     | -                     | -                     | -                     | 1        | -        | -           | -          | 30       | 0      | 3           | 1          |
| E. Pepe         | 18       | 0        | 5           | 3          | 0            | 0            | 0            | 0            | -                     | -                     | -                     | -                     | 2        | -        | 1           | -          | 20       | 0      | 6           | 3          |
| L. Silvestri    | 23       | 0        | 4           | 0          | 1            | 0            | 1            | 0            | -                     | -                     | -                     | -                     | 1        | -        | -           | -          | 25       | 0      | 5           | 0          |
| M. Stefani      | 31       | 3        | 5           | 1          | 0            | 0            | 0            | 0            | 1                     | 0                     | 0                     | 0                     | 2        | -        | 1           | -          | 34       | 3      | 6           | 1          |
| E. Rullo        | 9        | 0        | 3           | 0          | -            | -            | -            | -            | -                     | -                     | -                     | -                     | -        | -        | -           | -          | 9        | 0      | 3           | 0          |
| V. Marin        | 1        | 0        | 0           | 0          | 0            | 0            | 0            | 0            | 1                     | 0                     | 1                     | 1                     | -        | -        | -           | -          | 2        | 0      | 1           | 1          |
| M. Bortoli      | 15       | 1        | 0           | 0          | 0            | 0            | 0            | 0            | 1                     | 0                     | 0                     | 0                     | -        | -        | -           | -          | 16       | 1      | 0           | 0          |
| L. Damonte      | 33       | 2        | 4           | 0          | 0            | 0            | 0            | 0            | 1                     | 0                     | 0                     | 0                     | 2        | -        | -           | -          | 36       | 2      | 4           | 0          |
| R. Bucolo       | 18       | 0        | 8           | 0          | 1            | 0            | 1            | 0            | 1                     | 0                     | 0                     | 0                     | -        | -        | -           | -          | 20       | 0      | 9           | 0          |
| V. Migliore     | 0        | 0        | 0           | 0          | 1            | 0            | 0            | 0            | -                     | -                     | -                     | -                     | -        | -        | -           | -          | 1        | 0      | 0           | 0          |
| F. Sciotto      | 0        | 0        | 0           | 0          | 0            | 0            | 0            | 0            | -                     | -                     | -                     | -                     | -        | -        | -           | -          | 0        | 0      | 0           | 0          |
| M. Mancini      | 14       | 0        | 5           | 0          | 0            | 0            | 0            | 0            | -                     | -                     | -                     | -                     | 2        | -        | -           | -          | 16       | 0      | 5           | 0          |
| N. Izzillo      | 33       | 1        | 4           | 1          | 0            | 0            | 0            | 0            | -                     | -                     | -                     | -                     | 2        | -        | -           | -          | 35       | 1      | 4           | 1          |
| V. Pepe         | 18       | 1        | 4           | 0          | 1            | 1            | 0            | 0            | 1                     | 0                     | 0                     | 0                     | -        | -        | -           | -          | 20       | 2      | 4           | 0          |
| E. Nigro        | 23       | 4        | 6           | 0          | 1            | 0            | 0            | 0            | 1                     | 0                     | 0                     | 0                     | 2        | -        | -           | -          | 27       | 4      | 6           | 0          |
| A. Ciciretti    | 19       | 3        | 0           | 0          | 0            | 0            | 0            | 0            | 0                     | 0                     | 0                     | 0                     | 2        | -        | 1           | -          | 21       | 3      | 1           | 0          |
| S. Bjelanović   | 10       | 2        | 1           | 0          | 0            | 0            | 0            | 0            | 1                     | 0                     | 0                     | 0                     | -        | -        | -           | -          | 11       | 2      | 1           | 0          |
| G. Corona       | 34       | 12       | 6           | 0          | 1            | 0            | 0            | 1            | -                     | -                     | -                     | -                     | 2        | -        | 1           | -          | 37       | 12     | 7           | 1          |
| G. Páez         | 9        | 0        | 0           | 0          | -            | -            | -            | -            | -                     | -                     | -                     | -                     | -        | -        | -           | -          | 9        | 0      | 0           | 0          |
| T. Bonanno      | 17       | 0        | 1           | 0          | 1            | 0            | 0            | 0            | 1                     | 0                     | 0                     | 0                     | 1        | -        | -           | -          | 20       | 0      | 1           | 0          |
| L. Orlando      | 34       | 7        | 5           | 0          | 0            | 0            | 0            | 0            | 1                     | 0                     | 0                     | 0                     | 2        | -        | -           | -          | 37       | 7      | 5           | 0          |
| M. Gaeta        | 5        | 0        | 1           | 0          | 0            | 0            | 0            | 0            | -                     | -                     | -                     | -                     | -        | -        | -           | -          | 5        | 0      | 1           | 0          |
| G. Sciliberto   | 3        | 0        | 0           | 0          | -            | -            | -            | -            | -                     | -                     | -                     | -                     | -        | -        | -           | -          | 3        | 0      | 0           | 0          |
| S. Spiridonović | 7        | 1        | 0           | 0          | -            | -            | -            | -            | -                     | -                     | -                     | -                     | -        | -        | -           | -          | 7        | 1      | 0           | 0          |
| M. De Paula     | 9        | 0        | 0           | 0          | -            | -            | -            | -            | -                     | -                     | -                     | -                     | -        | -        | -           | -          | 9        | 0      | 0           | 0          |